# エリトリアの大学一覧
エリトリアの大学一覧（エリトリアのだいがくいちらん）は以下に示すとおりであり、すべて国立大学である。

## 総合大学
- エリトリア科学技術大学（エリトリア工科大学、Institute of Science and Technology）

## 単科大学
- ハメルマド農業大学（ハメルマロ農業大学、College of Agriculture at Hamelmalo)
- ハルハレ農業大学(College of Agriculture at Halhale)
- 人文社会科学大学(人文社会大学、College of Arts and Social Sciences at Adi Keyih)
- 経営経済大学(経済商業大学、College of Business and Economics at Massawa)
- 海洋科学技術大学(海洋科学大学、College of Marine Sciences and Technology at Massawa)
- 保健科学大学(College of Nursing and Health Technology at Asmara)
- オロッタ医科大学(Orota School of Medicine)

## 解体された大学

### 総合大学
- アスマラ大学（University of Asmara）